# Veitchia subdisticha
Veitchia subdisticha é uma espécie de angiospermas da família Arecaceae.
Apenas pode ser encontrada nas Ilhas Salomão.
Está ameaçada por perda de habitat.